# Истай (озеро)
Истай (каз. Естай) — озеро в Алтынсаринском районе Костанайской области Казахстана. Находится к северу от развалин села Шуваловка.
По данным топографической съёмки 1944 года, площадь поверхности озера составляет 1,89 км². Наибольшая длина озера — 2 км, наибольшая ширина — 1 км. Длина береговой линии составляет 5,8 км, развитие береговой линии — 1,19. Озеро расположено на высоте 193 м над уровнем моря.